# Гуд-Хоп (тауншип, округ Норман, Миннесота)
Гуд-Хоп (англ. Good Hope) — тауншип в округе Норман, Миннесота, США. На 2000 год его население составило 44 человека.

## География
По данным Бюро переписи населения США площадь тауншипа составляет 93,5 км², из которых 93,5 км² занимает суша, водоёмов нет.

## Демография
По данным переписи населения 2000 года здесь находились 44 человека, 18 домохозяйств и 10 семей. Плотность населения —  0,5 чел./км². На территории тауншипа расположено 28 построек со средней плотностью 0,3 построек на один квадратный километр. Расовый состав населения: 100,00 % белых.
Из 18 домохозяйств в 16,7 % воспитывались дети до 18 лет, в 61,1 % проживали супружеские пары и в 38,9 % домохозяйств проживали несемейные люди. 27,8 % домохозяйств состояли из одного человека, при том 5,6 % из — одиноких пожилых людей старше 65 лет. Средний размер домохозяйства — 2,44, а семьи — 3,09 человека.
25,0 % населения — младше 18 лет, 9,1 % — в возрасте от 18 до 24 лет, 20,5 % — от 25 до 44, 27,3 % — от 45 до 64, и 18,2 % — старше 65 лет. Средний возраст — 38 лет. На каждые 100 женщин приходилось 158,8 мужчин. На каждые 100 женщин старше 18 приходилось 135,7 мужчин.
Средний годовой доход домохозяйства составлял 24 375 долларов, а средний годовой доход семьи —  28 750 долларов. Средний доход мужчин —  20 625  долларов, в то время как у женщин — 41 250. Доход на душу населения составил 12 100 долларов. За чертой бедности не находилась ни одна семья и 5,0 % всего населения тауншипа.